# Liste der Orgeln in Dresden
In der Liste von Orgeln in Dresden sind die erhaltenen historischen Pfeifenorgeln sowie Orgelneubauten in der Stadt Dresden erfasst. Die Liste ergänzt den Hauptartikel Orgellandschaft Sachsen, wo sich weitere Literatur findet.

## Orgelliste
Die erste Spalte zeigt den Stadtteil von Dresden an. Die zweite Spalte gibt das jeweilige Gebäude (Kirche) an, in der sich die Orgel befindet. In der vierten Spalte ist der Erbauer der Orgel (und die Opuszahl des Werks) angeführt. In der sechsten Spalte bezeichnet die römische Zahl die Anzahl der Manuale, ein großes „P“ ein selbstständiges Pedal. Die arabische Zahl gibt die Anzahl der klingenden Register an. Die letzte Spalte bietet Angaben zum Erhaltungszustand sowie Links mit weiterführender Information.
| Stadtteil                              | Gebäude                                                                    | Bild | Orgelbauer                                             | Jahr      | Manuale    | Register | Bemerkungen |
| -------------------------------------- | -------------------------------------------------------------------------- | ---- | ------------------------------------------------------ | --------- | ---------- | -------- | --- |
| Dresdner Innenstadt                    |                                                                            |      |                                                        |           |            |          | |
| Innere Altstadt                        | Katholische Hofkirche (Lage)                                               |      | Gottfried Silbermann Freiberg Opus 45                  | 1750–1755 | III/P      | 47       | fertiggestellt von Zacharias Hildebrandt (1755), letzte Restaurierung 2002 → Hauptorgel sowie eine → Chororgel (Jehmlich, 2000) |
| Innere Altstadt                        | Kreuzkirche (Lage)                                                         |      | Jehmlich Dresden Opus 800                              | 1963      | IV/P       | 80       | zunächst 76 Register, erweitert 2008, Gehäuse nach einem Entwurf von Fritz Steudtner → Orgel sowie eine Chororgel (Jehmlich, Opus 740, 1957), ein Orgelpositiv (Wegscheider 1997) und eine → Truhenorgel im Altarraum (Kristian Wegscheider Dresden, 2008)                       |
| Innere Altstadt                        | Kreuzkirche                                                                |      | Rohlf Truhenorgel                                      | 2022      | I          | 6        | → Orgel |
| Innere Altstadt                        | Frauenkirche (Lage)                                                        |      | Daniel Kern Straßburg                                  | 2005      | IV/P       | 67       | keine Rekonstruktion der Orgel Gottfried Silbermanns, sondern Neubau mit neoklassisch-französischer Prägung und erweiterter Disposition → Orgel sowie eine Truhen-Orgel (Friedrich Lieb, 2006) und eine Kuppel-Orgel                                                             |
| Innere Altstadt                        | Frauenkirche, Unterkirche (Lage)                                           |      | Jehmlich Orgelbau Dresden, op.1126                     | 1996      | I          | 4        | → Orgel |
| Innere Altstadt                        | Kulturpalast (Lage)                                                        |      | Hermann Eule Bautzen Opus 686                          | 2017      | IV/P       | 55       | 6 Transmissionen und 7 Extensionen → Orgel. Hinweis zur alten Orgel (Jehmlich 1970): → alte Orgel |
| Innere Altstadt                        | Ev.-reformierte Kirche Dresden (Lage)                                      |      | Jehmlich Dresden Opus 646                              | 1949      | II         | 19       | erbaut für den alten Standort der Kirche |
| Wilsdruffer Vorstadt (Altstadt)        | Annenkirche (Lage)                                                         |      | Julius Jahn & Sohn Dresden                             | 1909      | III/P      | 47       | 1950/51 durch Gebrüder Jehmlich erneuert → Orgel sowie ein Orgelpositiv (Jehmlich, Opus 644, 1950) |
| Innere Neustadt                        | Dreikönigskirche (Lage)                                                    |      | Hermann Eule Bautzen Opus 582                          | 1991      | II/P       | 36       | → Orgel sowie Orgel-Positiv (um 1800) in der Turmkapelle, ehem. Schulorgel der Dreikönigschule |
| Innere Neustadt                        | Diakonissenhauskirche (Lage)                                               |      | Alexander Schuke Potsdam Opus 437                      | 1972–1973 | II/P       | 32       | 2011 restauriert durch Kristian Wegscheider → Orgel |
| Innere Neustadt                        | Kapelle im Diakonissenkrankenhaus                                          |      | Alexander Schuke Potsdam Opus 358                      | 1965      | I/P        | 6        | → Orgel |
| Dresdner Vorstädte und Vororte         |                                                                            |      |                                                        |           |            |          | |
| Äußere Neustadt                        | Martin-Luther-Kirche (Lage)                                                |      | Jehmlich Dresden                                       | 1887      | III/P      | 60       | zunächst II/P/33; 1902 und 1937 erweitert → Orgel , sowie eine Jehmlich-Orgel (1954, II/P, 10) im Gemeindesaal |
| Äußere Neustadt                        | Gemeindezentrum St. Pauli, Kirchsaal (Lage)                                |      | unbekannt                                              | um 1870   | I/P        | 7        | sowie eine Orgel (Jehmlich Dresden, 1911, II/P, 10) in der Friedhofskapelle St.-Pauli-Friedhof |
| Äußere Neustadt                        | Emmauskirche Neustadt (Lage)                                               |      | Jehmlich Dresden                                       | 1993      | II/P       | 12       | → Orgel |
| Äußere Neustadt                        | Neuapostolische Kirche (Lage)                                              |      | Jehmlich Dresden                                       | 1965      | III        | 25       | → Orgel sowie ein Orgelpositiv (Gerhard Böhm Gotha, 1970) |
| Albertstadt (Neustadt)                 | Garnisonkirche St. Martin (Martinskirche) (Lage)                           |      | Jehmlich Dresden Opus 158                              | 1900      | II/P       | 21       | 2003/04 durch die Erbauerfirma restauriert → Orgel |
| Leipziger Vorstadt (Neustadt)          | St.-Petri-Kirche (Lage)                                                    |      | Jehmlich Dresden                                       | 1958      | II/P       | 27       | Ersatz für die Sauer-Orgel (1890) → Orgel |
| Striesen                               | Herz-Jesu-Kirche (Lage)                                                    |      | Jehmlich Dresden Opus 277                              | 1909      | III/P      | 37       | → Orgel |
| Strehlen                               | Christuskirche (Lage)                                                      |      | Jehmlich Dresden Opus 224                              | 1904–1905 | III/P      | 62       | 2015 auf den Originalzustand restauriert/rekonstruiert → Orgel sowie ein Orgelpositiv im Gemeindesaal (Johannes Jahn Dresden, um 1930) |
| Strehlen                               | St.-Petrus-Kirche (Lage)                                                   |      | Jehmlich Dresden Opus 869                              | 1970      | II/P       | 16       | → Orgel |
| Plauen                                 | Auferstehungskirche (Lage)                                                 |      | Hermann Eule Bautzen Opus 527                          | 1984–1985 | III/P      | 47       | dabei 9 Register der Orgel von 1902 weiterverwendet → Orgel sowie ein Orgelpositiv (Eule Bautzen, Opus 561, 1989) und ein Truhenpositiv (Vladimír Sobotka, Olemouc, 2003) in der Brauthalle                                                                                      |
| Plauen                                 | Auferstehung, Kirchgemeindehaus                                            |      | Jehmlich Dresden                                       | 1941      | II/P       | 10       | Orgel sowie eine Chororgel in der Friedhofskapelle Äußerer Plauenscher Friedhof (Siegfried Creuz, 1992, II/P, 12) |
| Südvorstadt                            | Lukaskirche                                                                |      | Gebrüder Jehmlich (Bruno & Emil)                       | 1903      | III/P      | 51       | → Orgel |
| Südvorstadt                            | Lukaskirche (Lage)                                                         |      | Alexander Schuke Potsdam                               | 1983      | II/P       | 9        | kleine Orgel, Ersatz für die zerstörte große Jehmlich-Orgel (III/P/56) sowie ein Truhenpositiv (Klop, 2008) |
| Südvorstadt                            | St. Paulus-Kirche (Lage)                                                   |      | Jehmlich Dresden Opus 627                              | 1946      | II         | 18       | Orgel |
| Südvorstadt                            | Zionskirche (Lage)                                                         |      | W. Sauer Frankfurt (Oder) in Müllrose                  | 1990      | I/P        | 8        | [ 11 ] |
| Cotta                                  | Heilandskirche Cotta (Lage)                                                |      | Gebrüder Jehmlich (Bruno & Emil), Dresden, op. 420+495 | 1927+1936 | III/P      | 44       | → Orgel mit fast 3000 Pfeifen sowie ein Orgelpositiv (Friedrich Löbling, Erfurt, 1964), 1970 für den Gemeindesaal gekauft. → Orgel |
| Cotta (Dresden)                        | Evangelisch-Freikirchliche Gemeinde (Baptisten)                            |      | Jehmlich Dresden, op.954                               | 1974      | II/P       | 16       | → Orgel |
| Cotta                                  | St. Marienkirche Cotta (Lage)                                              |      | Jehmlich Dresden                                       | 1906      | II/P       | 13       | → Orgel → Orgel |
| Cotta                                  | Immanuelkirche (Lage)                                                      |      | Jehmlich Dresden Opus 631                              | 1947      | II/P       | 17       | Orgel mit 1127 Pfeifen |
| Johannstadt                            | Gemeindehaus Kirchengemeinde Johannes-Kreuz-Lukas (Erlöser-Andreas-Kirche) |      | A. Schuster & Sohn                                     | 1964      | II/P       | 13       | → Orgel |
| Leuben                                 | Himmelfahrtskirche (Lage)                                                  |      | Hermann Eule Bautzen Opus 85                           | 1901      | II/P       | 38       | Umbauten 1935 und 2006 → Orgel |
| Weißer Hirsch                          | St. Hubertus (Lage)                                                        |      | Jehmlich Dresden Opus 721                              | 1956      | II/P       | 11       | 1979 renoviert → Orgel |
| Weißer Hirsch                          | Ev.-luth. Kirche Weißer Hirsch (Lage)                                      |      | Jehmlich Dresden                                       | 1966      | II/P       | 16       | → Orgel |
| Bühlau                                 | St.-Michaels-Kirche (Lage)                                                 |      | Jehmlich Dresden                                       | 1904      | II/P       | 22       | 1999 restauriert → Orgel sowie ein Orgelpositiv (Jehmlich, um 1943, II/P) in der Friedhofskapelle |
| Bühlau                                 | Friedenskirche (Lage)                                                      |      | Jehmlich Dresden                                       | 1973      | I          | 4        | → Orgel |
| Klotzsche                              | Alte Kirche Klotzsche (Lage)                                               |      | Jehmlich Dresden                                       | 1913      | II/P       | 11       | erneuert 1988/89 durch Johannes Schubert († 1995) |
| Klotzsche                              | Christuskirche Klotzsche (Lage)                                            |      | Jehmlich Dresden Opus 243                              | 1907      | II/P       | 21       | 1941 auf 28 Stimmen erweitert, 1980 erneuert durch Johannes Schubert |
| Klotzsche                              | Heilig-Kreuz-Kapelle (Lage)                                                |      | Jehmlich Dresden                                       |           |            |          | |
| Leubnitz-Neuostra                      | Kirche Leubnitz-Neuostra (Lage)                                            |      | Jehmlich Dresden                                       | 1905      | II/P       | 29       | zuvor bis 1905 eine Orgel vom Orgelbauer David Schubert, 2007 restauriert sowie ein Orgelpositiv (Jehmlich, 1959) und eine Truhenorgel (Klop, 2016) |
| Striesen                               | Versöhnungskirche Dresden (Lage)                                           |      | Julius Jahn & Sohn Dresden                             | 1909      | III/P      | 49       | 1939 Umbau zur Eule-Orgel Opus 217, von 2008 bis 2011 teilweiser Rückbau zum Originalzustand → Orgel |
| Striesen                               | Gemeindesaal der Versöhnungskirche Dresden                                 |      | Jehmlich Dresden Opus 898                              | 1970      | II/P       | 20       | → Orgel sowie ein Orgelpositiv in der Friedhofskapelle (Jehmlich, um 1965) |
| Johannstadt                            | Gemeindesaal Johannstadt (Lage)                                            |      | Schuster & Sohn Zittau                                 | 1986      | II/P       | 15       | [ 11 ] |
| Striesen                               | Johanneshaus (Gemeindezentrum Striesen) (Lage)                             |      | Schuster & Sohn Zittau                                 | 1964      | II/P       | 13       | [ 11 ] |
| Striesen                               | Mariä Himmelfahrt (Lage)                                                   |      | Jehmlich Dresden Opus 218                              | 1905      | II/P       | 12       | → Orgel |
| Striesen                               | Ev.-meth. Zionskirche Striesen (Lage)                                      |      | Jehmlich Dresden Opus 652                              | 1950      | II/P       | 10       | → Orgel |
| Striesen                               | Evangelisches Kreuzgymnasium (Lage)                                        |      | Jehmlich Dresden                                       | 1991      |            | 12       | → Orgel |
| Gruna                                  | Thomaskirche (Lage)                                                        |      | Jehmlich Dresden                                       | 1952      | II/P       | 16       | → Orgel |
| Blasewitz                              | Heilig-Geist-Kirche Blasewitz (Lage)                                       |      | Hermann Eule Bautzen Opus 228                          | 1954/1978 | III/P      | 38       | ab 1978 in Blasewitz sowie ein Orgelpositiv (Jehmlich, 1957); → Orgel |
| Blasewitz                              | Hochschule für Kirchenmusik Dresden (Lage)                                 |      | Armin Hauser Kleindöttingen Opus 84                    | 1996      | II/P       | 8        | Orgel von Armin Hauser Orgelbau Kleindöttingen (Schweiz) sowie drei weitere Kleinorgeln (Schuster bzw. Jehmlich) |
| Blasewitz                              | Hochschule für Kirchenmusik Dresden (Lage)                                 |      | Jehmlich Orgelbau Dresden                              | 1956      | II/P       | 8        | → Orgel |
| Loschwitz                              | Loschwitzer Kirche (Lage)                                                  |      | Wegscheider Dresden                                    | 1997      | II/P       | 20       | Orgel sowie ein Orgelpositiv (Jehmlich Opus 654, 1950) |
| Kleinzschachwitz                       | Kirche Heilige Familie (Lage)                                              |      | Wilhelm Rühle Moritzburg                               | 1967      |            |          | Orgel mit 500 Pfeifen |
| Kleinzschachwitz                       | Stephanuskirche (Lage)                                                     |      | Jehmlich Dresden Opus 943                              | 1974      | II         | 12       | → Orgel |
| Hosterwitz                             | Kirche Maria am Wasser (Lage)                                              |      | Urban Kreutzbach Borna Opus 68                         | 1863      | II/P       | 18       | → Orgel |
| Pillnitz                               | Weinbergkirche Pillnitz (Lage)                                             |      | Jehmlich Dresden                                       | 1891      | II/P       | 12       | 1907 Reparatur, Rekonstruktion 1997 durch Orgelbau Ekkehart Groß und Johannes Soldan |
| Pillnitz                               | Schlosskapelle (Lage)                                                      |      | Jehmlich Dresden                                       | um 1850   |            |          | → Orgel |
| Tolkewitz                              | Bethlehemkirche (Lage)                                                     |      | Jehmlich Dresden Opus 699                              | 1954      | II/P       | 14       | → Orgel |
| Tolkewitz                              | Feierhalle im Krematorium Dresden (Urnenhain Tolkewitz) (Lage)             |      | Julius Jahn & Sohn Dresden                             | 1911      | II/1       | 20       | → Orgel |
| Tolkewitz                              | Trauerhalle in der Kapelle des Johannisfriedhofs                           |      | Julius Jahn & Sohn Dresden                             | 1928      | II/1       | 14       | → Orgel |
| Trachenberge                           | Weinbergskirche Trachenberge (Lage)                                        |      | Jehmlich Dresden Opus 822                              | 1967      | II/P       | 22       | → Orgel |
| Hellerau                               | Kirche Rähnitz (Lage)                                                      |      | Friedrich Traugott Kayser Dresden                      | 1818–1820 | I/P        |          | Kayser-Orgel 2019–2020 restauriert (Jehmlich), als Ersatz für die Jehmlich-Orgel Opus 203 von 1904 → Orgel |
| Wilschdorf                             | Christophoruskirche Wilschdorf (Lage)                                      |      | Wegscheider Dresden Opus 21                            | 1995      | II/P       | 14       | → Orgel |
| Pieschen                               | St. Josefs-Kirche (Lage)                                                   |      | Rieger Orgelbau Schwarzach (Vorarlberg)                | 1953/1995 | II/P       | 21       | → Orgel |
| Pieschen                               | Markuskirche (Lage)                                                        |      | Hermann Eule Bautzen Opus 41                           | 1888      | II/P       | 26       | 2006 restauriert → Orgel |
| Trachau                                | Apostelkirche (Lage)                                                       |      | Alexander Schuke Potsdam Opus 284                      | 1958      | II/P       | 22       | , → Orgel |
| Trachau                                | Heidefriedhof Dresden, Feierhalle (Lage)                                   |      | Jehmlich Dresden Opus 663                              | 1951      | II/P       | 17       | [ 9 ] |
| Kaditz                                 | Emmauskirche (Lage)                                                        |      | Jehmlich Dresden Opus 1103                             | 1991      | II/P       | 19       | → Orgel sowie ein Orgelpositiv (Sauer Frankfurt, Opus 2003, 1974) |
| Mickten                                | Gemeindezentrum Emmaus Mickten (Lage)                                      |      | Schuster & Sohn Zittau                                 | 1965      | I          | 4        | Orgelpositiv |
| Briesnitz                              | Briesnitzer Kirche (Lage)                                                  |      | Jehmlich Dresden Opus 1115                             | 1995      | II/P       | 32       | → Orgel sowie ein Orgelpositiv (Jehmlich, 1967) |
| Lockwitz                               | Schlosskirche Lockwitz (Lage)                                              |      | Jehmlich Dresden Opus 602                              | 1939–1941 | II/P       | 23       | Jehmlich-Orgel mit 23 Registern und 1284 Pfeifen, in den Orgelneubau wurden auch Pfeifen der Vorgängerorgel von Schröter/Jahn aus dem Jahr 1885 integriert |
| Friedrichstadt                         | Matthäuskirche (Lage)                                                      |      | Georg Wünning Großolbersdorf                           | 2010      | II/P       | 20       | → Orgel |
| Friedrichstadt                         | Neuer Katholischer Friedhof (Dresden)                                      |      | Jehmlich Orgelbau Dresden                              | 1990      | I          | 4        | op. 1094 → Orgel, Die Orgel wurde 1990 erbaut für die Katholische Filialkirche in Strehla bei Riesa, Goldgasse 6 und im Oktober 2018 in die Kapelle des Neuen Katholischen Friedhofs in Dresden-Friedrichstadt umgesetzt.                                                        |
| Löbtau                                 | St. Antonius-Kirche (Lage)                                                 |      | Jehmlich Dresden                                       | 1978      | II/P       | 14       | → Orgel |
| Löbtau                                 | Hoffnungskirche (Lage)                                                     |      | Jehmlich Dresden Opus 496                              | 1936      | II/P       | 24       | → Orgel sowie Orgel im Gemeindesaal (Jehmlich, 1987) |
| Löbtau                                 | Friedenskirche (Lage)                                                      |      | Jehmlich Dresden Opus 657                              | 1949      | II/P       | 8        | → Orgel |
| Gorbitz                                | Philippuskirche (Gemeindezentrum Gorbitz) (Lage)                           |      | Gerrit C. Klop (Niederlande)                           | 1994      | I          | 6        | Truhenpositiv von der niederländischen Firma Klop |
| Gorbitz                                | Diakonissenkapelle (Lage)                                                  |      | Jehmlich Dresden Opus 350                              | 1914      | II/P       | 11       | 1956 restauriert, 762 Orgelpfeifen |
| Seidnitz                               | Nazarethkirche (Lage)                                                      |      | Schuster & Sohn Zittau                                 | 1953      | II/P       | 14       | [ 11 ] |
| Prohlis                                | Gemeindezentrum Prohlis (Lage)                                             |      | Jehmlich Dresden                                       | 1988      | II/P       | 13       | op. 1080 |
| Gittersee                              | Paul-Gerhardt-Kirche (Lage)                                                |      | Johannes Jahn Dresden                                  | 1910      | II/P       | 7        | [ 11 ] |
| Coschütz                               | Gemeindesaal Dresden-Coschütz (Lage)                                       |      | Jehmlich Dresden Opus 744                              | 1958      | II/P       | 9        | [ 11 ] |
| Niedersedlitz                          | Gemeindezentrum Niedersedlitz (Lage)                                       |      | Hermann Eule Bautzen Opus 506                          | 1982      | I          | 4        | Orgelpositiv |
| Laubegast                              | Christophoruskirche (Gemeindezentrum Laubegast) (Lage)                     |      | Jehmlich Dresden Opus 912                              | 1970      | I          | 5        | [ 11 ] |
| Pirnaische Vorstadt                    | Johanneskirche                                                             |      | Hermann Eule, op.8 (1877); op.120 (1909)               | 1877+1909 | II/P+III/P | 28+50    | Kirche und Orgeln sind Kriegsverlust (1945); → Orgel |
| Nach Dresden eingemeindete Ortschaften |                                                                            |      |                                                        |           |            |          | |
| Weißig                                 | Kreuzkirche Weißig (Lage)                                                  |      | Jehmlich Dresden Opus 171                              | 1901      | II/P       | 21       | → Orgel |
| Schönfeld                              | Schönfelder Kirche (Lage)                                                  |      | Julius Jahn & Sohn Dresden                             | 1904      | II/P       | 27       | urspr. Herbrig-Orgel (1841), 1904 ersetzt durch die Orgel der Firma Julius Jahn & Sohn Dresden, Orgelprospekt vom Schönfelder Tischler Otto Bretschneider, 2013–2015 restauriert durch Johannes Lindner und Thomas Bartsch sowie ein Orgelpositiv (Schuster & Sohn Zittau, 1974) |
| Eschdorf                               | St.-Barbara-Kirche (Lage)                                                  |      | Christian Gottfried Herbrig Langenwolmsdorf            | 1838      | I/P        | 11       | zusammen mit seinem Sohn Wilhelm Leberecht Herbrig, 1884/86 Umbau der Orgel durch Julius Jahn, 1987 erneut restauriert → Orgel |
| Langebrück                             | Kirche Langebrück (Lage)                                                   |      | Jehmlich Dresden                                       | 1905      | II/P       | 15       | 2010/11 saniert |
| Schönborn                              | Elf-Gebote-Kirche (Dorfkirche Schönborn) (Lage)                            |      | Friedrich Nikolaus Jahn Dresden                        | 1832      | I/P        | 10       | 2018 durch die Werkstatt für Orgelbau C. Rühle restauriert, → Orgel |
| Weixdorf-Lausa                         | Pastor-Roller-Kirche Lausa (Lage)                                          |      | Friedrich Jahn Dresden                                 | 1882      | II/P       | 16       | 1905 durch Jehmlich erneuert, 2001 generalüberholt → Orgel sowie ein Orgelpositiv (Reinhard Schmeisser, Rochlitz, 1970) |
| Unkersdorf                             | Unkersdorfer Kirche (Lage)                                                 |      | Bruno Kircheisen Dresden                               | 1896      | II/P       | 12       | [ 11 ] |
| Cossebaude                             | Kirche Cossebaude (Lage)                                                   |      | Jehmlich Dresden Opus 1013                             | 1980      | I/P        | 7        | [ 11 ] |